# Миодраг Пејковић
Миодраг Пејковић (Крагујевац, 8. мај 1968) српски је глумац.

## Биографија
Дипломирао глуму на Факултету уметности у Приштини у класи Божидара Димитријевића.
Од 1989. године стално је ангажован у Књажевско-српском театру, који је у том периоду носио назив Театар Јоаким Вујић.

## Награде
- 1986. Октобарска награда града Крагујевца,
- 1987. Годишња награда Културно-просветне заједнице града Крагујевца,
- 2007. Милош Црњански - Сеобе - Павле Исаковић (Јоакимфест),
- 2012. Наградa „Зоранов брк” на 21. Данима Зорана Радмиловића за улогу Франсиса у представи "Један човек, двојица газда"
- 2019. Прстен са ликом Јоакима Вујића - Награда коју (Књажевско-српски театар) додељује за изузетан допринос развоју Књажевско-српског театра и афирмацији његовог угледа у земљи и иностранству.[1]

## Улоге у позоришту (избор)
- Ненад Илић - Боже мили, чуда великога - Учесник,
- Душан Ковачевић - Свети Георгије убива аждаху - Дане нежења,
- Стеван Пешић - Град са зечијим ушима - Зец,
- Иво Брешан - Представа Хамлета у селу Мрдуша Доња - Сељак,
- Б. Зечевић - 1918. - Атила Фехер,
- Душан Радовић - Све је зезање – без зезања-,
- Слободан Селенић - Ружење народа у два дела - Ђока и Мајор Атертон,
- Јован Радуловић - Голубњача - Сељак и Анте,
- Алфред Жари - Краљ Иби - Финансијер Пил, Војник,
- Френк Ведекинд - Буђење пролећа - Ернст Ребел,
- Радослав Павловић - Шовинистичка фарса - Ашаклија,
- Реј Куни - Бриши од своје жене - Шећеркадић,
- Борисав Станковић - Коштана - Асан,
- Вилијам Шекспир - Краљ Лир - Краљ Француске,
- Драгана Бошковић - Бриши од свог брата - Каменко,
- Синиша Ковачевић - Српска драма - Милан Срећковић,
- Горан Стефановски - Црна рупа - Макса,
- Г. Михић - Осмех анђела - Паоло-слуга,
- Линфорд Вилсон - Запали ме - Бели,
- Јован Стерија Поповић - Покондирена тиква - Василије,
- Ђордано Бруно - Дангубе - Сангвино,
- Војислав Савић - Чујеш ли, мама, мој вапај!? - Андреја,
- Душан Ковачевић - Шта је то у људском бићу што га води према пићу - Пацијент,
- Момчило Настасијевић - Код вечите славине - Син Сирчанина,
- Душан Ковачевић - Доктор шустер - Бранко Бездан,
- Бертолд Брехт - Галилејев живот - Патер Кристофер Клавијус,
- Ђорђе Милосављевић - Искористи дан - Бата,
- Мирјана Ојданић - Живот је све што те снађе - Даша Крпа,
- Ђорђе Милосављевић - Гола Вера - Шуки,
- Маша Јеремић - Милош Велики - Сима Милосављевић-Амиџа,
- Еден фон Хорват - Код лепог изгледа - Карл,
- Ђорђе Милосављевић - Контумац или Берман и Јелена - Књаз Милош Обреновић,
- Фурио Бордон - Последње мене - Син,
- Јан Лука Карађале - Карневалски призори - Помпон,
- Милош Црњански - Сеобе - Павле Исаковић,
- Данко Поповић - Конак у Крагујевцу - Сима Милосављевић-Амиџа,
- М. Луиз Флајсер- Пионири у Инголштату - Корл Летнер,
- Ђорђе Милосављевић - Ђаво и мала госпођа - Драгоман Леонтије Жарковић,
- Небојша Брадић - Ноћ у кафани Титаник - Јосип,
- Ричард Бин - Један човек, двојица газда - Франсис,
- Ружица Васић - Хладњача за сладолед - Франсис,
- Луиђи Пирандело - Човек, звер и врлина - Капетан Перела,
- Харпер Ли - Убити птицу ругалицу - Том Робинсон,
- Горан Марковић - Зелени зраци - Апис,
- Небојша Брадић - Принцип суперстар – Месечари - Петар,
- Бранко Ћопић - Башта сљезове боје - Дјед Раде,
- Вилијем Шекспир - Сан летње ноћи - Тезеј и Оберон,
- Јован Стерија Поповић - Кир Јања - Кир Јања,
- Аугуст Стриндберг - Отац - Капетан
- Ксантилаква-алтернација (Ј. Вујић, Негри)
- Инспектор Трутон (Р. Куни, Бриши од своје жене)
- Јован Петровић (М. Мрачевић, Успомене на „Црвену заставу“).

## Улоге на филму и телевизији
| Год.     | Назив                            | Улога                 |
| -------- | -------------------------------- | --------------------- |
| 2000.-те |                                  |                       |
| 2002.    | Рингераја (ТВ филм)              | рањени ловац          |
| 2006.    | Сељаци                           | Новак                 |
| 2008.    | Село гори а баба се чешља        | надничар              |
| 2010.    | Монтевидео, Бог те видео!        | уругвајски тренер     |
| 2011.    | Жућко, прича о Радивоју Кораћу   | милиционер            |
| 2013.    | Драмска трилогија 1941—1945      | Есад                  |
| 2014.    | Монтевидео, видимо се! (ТВ филм) | уругвајски тренер     |
| 2015.    | За краља и отаџбину (ТВ филм)    | Есад старији          |
| 2017.    | Немањићи — рађање краљевине      | епископ Петрове цркве |
| 2017.    | Сувозач                          | полицајац 1           |
| 2018.    | Шифра Деспот                     | полицајац 1           |
| 2018.    | Корени                           | средњи Преровац       |
| 2023.    | Калкански кругови (2. сезона)    | Старији Гедора        |
| 2024.    | Време смрти (ТВ серија)          | Радојко               |